# شتاینهورشت (شلسویگ-هولشتاین)
شتاینهورشت (به آلمانی: Steinhorst) یک شهر در آلمان است که در هرتسوگتوم لاونبورگ واقع شده‌است. شتاینهورشت ۵۷۳ نفر جمعیت دارد.